# Foroneus
Foroneus (gr. Φορωνεύς Phorōneús, łac. Phoroneus) – w mitologii greckiej pierwszy człowiek na świecie, syn boga rzeki Inachos i Okeanidy Melii, brat kochanki Zeusa Io. Założyciel Argos.

## Przodkowie
Jan Parandowski nie wymienia w ogóle postaci Foroneusa. Wspomina on boga rzeki Inachosa, jako jego dziecko podaje jednak tylko Io. Podobnie podaje słownik Schmidta w opisie Inachosa. Podaje on też jednak w innym miejscu, że według niektórych podań rzeczywiście istniał w mitologii greckiej Foroneus będący synem tegoż Inachosa i nimfy imieniem Melia. Jako jego braci Pierre Grimal wymienia Ajgialeusa i Fegeusa.
| Uranos  | Uranos  | Uranos  | Uranos  | Uranos  | Uranos  |         |         |          |          |          |          | Gaia     | Gaia     | Gaia   | Gaia   | Gaia      | Gaia      |           |           |           |           |  |  |        |        |        |        |        |        |  |  |
| Uranos  | Uranos  | Uranos  | Uranos  | Uranos  | Uranos  |         |         |          |          |          |          | Gaia     | Gaia     | Gaia   | Gaia   | Gaia      | Gaia      |           |           |           |           |  |  |        |        |        |        |        |        |  |  |
|         |         |         |         |         |         |         |         |          |          |          |          |          |          |        |        |           |           |           |           |           |           |  |  |        |        |        |        |        |        |  |  |
|         |         |         |         |         |         |         |         |          |          |          |          |          |          |        |        |           |           |           |           |           |           |  |  |        |        |        |        |        |        |  |  |
| Okeanos | Okeanos | Okeanos | Okeanos | Okeanos | Okeanos |         |         |          |          |          |          | Tethys   | Tethys   | Tethys | Tethys | Tethys    | Tethys    |           |           |           |           |  |  |        |        |        |        |        |        |  |  |
| Okeanos | Okeanos | Okeanos | Okeanos | Okeanos | Okeanos |         |         |          |          |          |          | Tethys   | Tethys   | Tethys | Tethys | Tethys    | Tethys    |           |           |           |           |  |  |        |        |        |        |        |        |  |  |
|         |         |         |         |         |         |         |         |          |          |          |          |          |          |        |        |           |           |           |           |           |           |  |  |        |        |        |        |        |        |  |  |
|         |         |         |         |         |         | Inachos | Inachos | Inachos  | Inachos  | Inachos  | Inachos  |          |          | Melia  | Melia  | Melia     | Melia     | Melia     | Melia     |           |           |  |  |        |        |        |        |        |        |  |  |
|         |         |         |         |         |         | Inachos | Inachos | Inachos  | Inachos  | Inachos  | Inachos  |          |          | Melia  | Melia  | Melia     | Melia     | Melia     | Melia     |           |           |  |  |        |        |        |        |        |        |  |  |
|         |         |         |         |         |         |         |         |          |          |          |          |          |          |        |        |           |           |           |           |           |           |  |  |        |        |        |        |        |        |  |  |
|         |         |         |         |         |         |         |         |          |          |          |          |          |          |        |        |           |           |           |           |           |           |  |  |        |        |        |        |        |        |  |  |
| Io      | Io      | Io      | Io      | Io      | Io      |         |         | Foroneus | Foroneus | Foroneus | Foroneus | Foroneus | Foroneus |        |        | Ajgialeus | Ajgialeus | Ajgialeus | Ajgialeus | Ajgialeus | Ajgialeus |  |  | Fegeus | Fegeus | Fegeus | Fegeus | Fegeus | Fegeus |  |  |

## Władanie

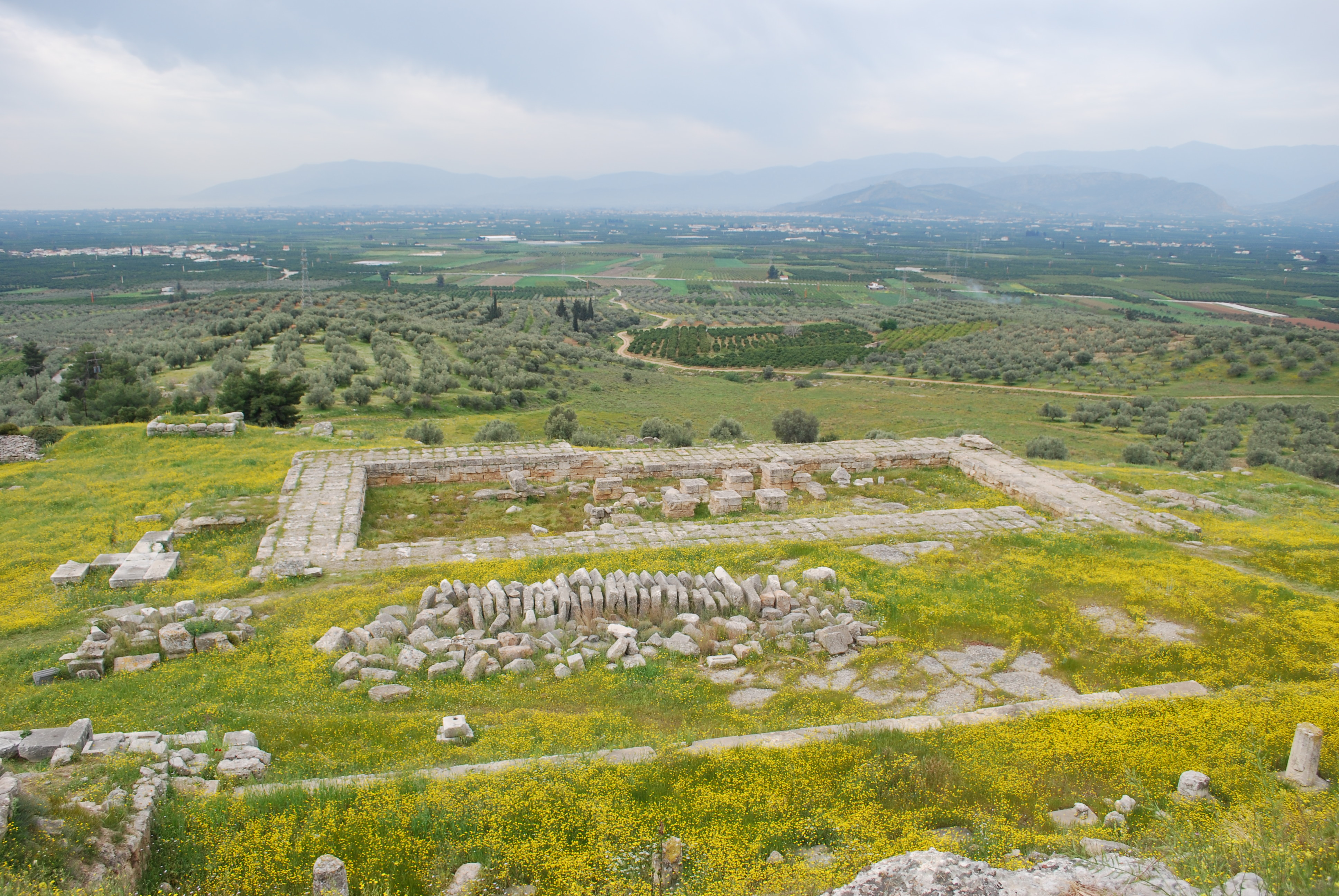
Ruiny w Argos

Tenże Foroneus uchodzi za pierwszego władcę Argos. Wedle mitów z Peloponezu miał być w ogóle pierwszym z ludzi. Miał on również być tym, który nauczył ludzkość wykorzystywania ognia i budowania miast.
Jeden z mitów podaje, że Foroneusa wybrano, aby rozsądził spór o Peloponez rozgrywający się między Posejdonem a Herą. Foroneus podjął się zadania, rozstrzygając po myśli bogini. Foroneus podbił Peloponez i wprowadził na półwyspie kult Hery z Argos. Po jego odejściu trzej synowie podzielili ziemie ojca: Pelasgos, Agenor i Iasos. Kar natomiast założył Megarę i tam zamieszkał.

## Potomkowie
Foroneus pojął za żonę Kerdo, również będącą nimfą. Jego żonami mogły być też Telediko i Pejto.
Nie ma zgody co do imion ani liczby dzieci Foroneusa. Za jego dzieci uważa się Pelasgosa, Iasosa, Agenora, Lyrkosa i Kara.  W niektórych opracowaniach podaje się też Niobe.

## Interpretacja Gravesa
Robert Graves tłumaczy imię Foroneusa jako przynoszący cenę, uznaje go bowiem za wynalazcę rynku. Uznaje też Foroneusa za wynalazcę ognia, lokalnego herosa i wieszczka. Uważa, że założył pierwsze miasto targowe, Fornikon, które później dopiero otrzymało nazwę Argos. Łączy go, wraz z siostrą Io, z powstaniem afabetu. Graves przypisuje on Foroneusowi jedno ze świętych drzew: olchę i czwarty miesiąc. Drzewo to wiązano także z Kronosem, noszącym przydomek Foroneus. Wśród jego dzieci wymienia Apisa i Niobe (zaznaczając też, że mogłaby być nie córkę, ale jego matką). Po śmierci miał trafić na Pola Elizejskie. Autor łączy Foroneusa z postacią z innych mitologii: z celtyckim Branem, bogiem-wroną (jako herosa-wieszczka), jako warianty imienia podając Barn, Bergn, Vron, Efron, Fearn, Gwern, Brennus. Czyni też porównania do olbrzymów z Księgi Rodzaju. Związek wynalazcy ognia z olszą wynikać ma z uznania, jakim cieszyć miał się niegdyś węgiel drzewny z olszy. Graves interpretuje podział Peloponezu na synów Foroneusa jako echo przedachajskiego podziału półwyspu oraz zauważa w tym wydarzeniu podobieństwo do podziału świata między synów Kronosa. Rozniecenie kultu Hery na Peloponezie przypisuje Kerdo.